# Thao with the Get Down Stay Down
Thao with The Get Down Stay Down 是一支來自美國三藩市的民謠搖滾樂隊。樂隊成員有Thao Nguyen（主唱，吉他），Frank Stewart（主音吉他，制作人），Adam Thompson（貝斯）與Willis Thompson（鼓）。

## 歷史
Thao Nguyen從12歲開始彈奏吉他，并在高中時與同學參與獨立民謠風格的組合表演及錄音。后來她在威廉與瑪麗學院攻讀社會學學位的時候遇到了鼓手Willis Thompson，當時Thompson還是Camp Tigerclaw，Acousticore和Murphy's Kids的成員。他們后來又在一場演出上遇到了貝斯手Adam Thompson。Frank Stewart在2005年參與制作了他們第一個專輯《Like the Linen》并在那年成為了樂隊的主音吉他手。樂隊第一次演出是在2006年夏的Kill Rock Stars' Sound the Hare Heard巡演上，儘管Nguyen與Willis Thompson在之前已經一起演出過了。樂隊的名字來源于他們的前貝斯手的建議。Thao Nguyen偶爾會作為獨奏吉他手參與演出。